# Пангтабнадо-Хадуттэ
Пангтабнадо-Хадуттэ (устар. Панк-Таб-Надо-Хадуттэ) — река в России, протекает по Ямало-Ненецкому АО. Устье реки находится в 119 км по левому берегу реки Табъяха. Длина реки составляет 28 км.

## Притоки
- 5 км: Хальмеръяха (лв)
- 20 км: Нерояха (лв)

## Данные водного реестра
По данным государственного водного реестра России относится к Нижнеобскому бассейновому округу, водохозяйственный участок реки — Пур. Речной бассейн реки — Пур.
Код объекта в государственном водном реестре — 15040000112115300061944.